# De Grønne
De Grønne (Zelení) je dánská politická strana prosazující zelenou politiku. Dánským zeleným se nikdy nepodařilo proniknout do parlamentu, zastoupení však mají na všech úrovních místní a krajské samosprávy.
Do dubna 2008 byla strana členem Evropské strany zelených a Global Greens. Byla vyloučena kvůli předvolební spolupráci s nacionalistickým Lidovým hnutím proti EU, které je součástí konkurenční frakce v Evropském parlamentu (Evropská sjednocená levice a Severská zelená levice). Předpokládá se její návrat do ESZ, protože se po několika neúspěšných pokusech o společnou kandidátku rozhodla kandidovat opět nezávisle.